# Hallenstadion
Le Hallenstadion est une salle polyvalente se situant à Zurich, utilisée pour divers spectacles et manifestations dans le domaine musical ou sportif. Elle était par ailleurs l'infrastructure accueillant les matchs de l'équipe de hockey sur glace des ZSC Lions de 1950 à 2022 et l'inauguration de la Swiss Life Arena.

## Événements sportifs
En plus des rencontres à domicile du club de hockey sur glace local, la salle est accueille d'importantes manifestations sportives :
- les Six Jours de Zurich ont lieu au Hallenstadion, de 1954 à 2014
- le championnat du monde de hockey sur glace 1953
- les championnats d'Europe de patinage artistique 1971
- le championnat du monde masculin de handball 1986
- le championnat du monde de hockey sur glace 1998
- le championnat du monde de hockey sur glace 2020.

Les 28 et 29 septembre 2009, le HC Davos et les ZSC Lions disputent un match de gala contre les Blackhawks de Chicago. Si le club grison est étrillé par l'équipe américaine de la LNH (2-9), les Zurichois l'emportent à la surprise générale (2-1).
La salle zurichoise a également présenté le show WWE SmackDown en décembre 2007 ainsi qu'en novembre 2013 pour le Survivor Series Tour.
Pour les matchs des ZSC Lions, le club prévoit une nouvelle enceinte de 12 000 places, la Swiss Life Arena, située à Altstetten, et dont la construction doit s'étaler entre le printemps 2019 et l'été 2022.

## Concerts
En parallèle, de nombreux concerts y ont lieu, le bâtiment recevant souvent les artistes en tournée mondiale. À cet effet, il a déjà par exemple accueilli Bruno Mars, le groupe Linkin Park, Iron Maiden, Paul McCartney, Shakira, Justin Timberlake, Bob Marley, AC/DC, KISS, Britney Spears, Justin Bieber, Elton John, Madonna, Dua Lipa, la chanteuse américaine Beyoncé ou encore le groupe One Direction.
Le Hallenstadion a également été utilisé pour les party Energy qui suivent la Street Parade.
Depuis 2014, le Hallenstadion de Zurich accueille notamment la cérémonie des Swiss Music Awards, événement récompensant artistes internationaux et suisses.